# Opera, Milano
Opera là một đô thị ở tỉnh Milano, vùng Lombardia của Italia, khoảng 10 km về phía đông nam củaMilano. Tại thời điểm ngày 31 tháng 12 năm 2004, đô thị này có dân số 13.395 người và diện tích là 7,6 km².
Đô thị Opera gồm cácfrazione (subdivision) Noverasco.
Opera giáp các đô thị: Locate di Triulzi, Milano, Pieve Emanuele, Rozzano, San Donato Milanese.